# Переписные книги
Переписные книги — наименование специальных рукописных книг, в которых указывались сводные сведения по количеству и составу населения в России XVII—XVIII столетий.

## Общие сведения
Переписные книги были созданы в середине XVII века в связи с переходом к подворному описанию, в отличие от проводимого ранее с XIII века общего хозяйственного описания в «Писцовых книгах». Подворные книги составлялись на протяжении XVII и в начале XVIII столетий как при проведении всеобщих, валовых переписей тяглого населения — в 1646—1648, 1676—1678, 1710 и в 1716 годах, так и для частных переписей населения различных районов и категорий. В 20-е и 40-е годы XVIII века переписные книги отражают результаты подушной переписи.
Главной задачей первых переписных книг 1648 года было закрепление крестьян за их нынешними владельцами, а также облегчение сыска беглых. Однако впоследствии правительство стало использовать переписные книги 1646 года и для сбора новых налогов. Переписные книги, составленные в 1678 году, были положены в основу нового подворного обложения и сохраняли своё фискальное значение вплоть до 1724 года, когда был совершён переход на подушную подать. Правительство Петра I пыталось заменить устаревшие переписные книги 1678 года новыми, однако эта попытка окончилась неудачей в связи с тем, что проведённая в 1710 году перепись указала на огромную убыль «дворов»(податных единиц).
Отличием переписных книг от писцовых является то, что в них отсутствует описание земель и мест переписи, а упоминания о промыслах и угодьях имеют случайных характер. Главное внимание уделяется населению. В описание тяглого двора в XVII веке вносилось всё мужское население, вне зависимости от возраста, а в XVIII веке — также и всё женское население двора. Здесь же указаны родственные отношения и возраст членов семьи, перечислены работники, половники, задворные люди и другие категории населения. Переписные книги также содержали сведения о движении населения, в том числе и о беглых.
Название «переписные книги» в русском средневековье иногда употреблялось и для обозначения других категорий рукописных книг. В XVI — начале XVII столетия так назывались «описные книги», в которых давалось описание городов, местечек, сёл и монастырей, а также «смотренные книги», содержавшие сведения о нахождении населённых пунктов, расстояниях между ними и наличии и состоянии дорог.